# زیست‌آهنگ

نمودار بیوریتم در اولین دوره ۶۶ روزه پس از تولد:

نمودار بیوریتم زمانی که یک فرد به دنیا آمد.

نظریه زیست‌آهنگ یک ایده شبه علمی است که بیان می‌کند زندگی روزمره ما به‌طور قابل توجهی تحت تأثیر چرخه‌های ریتمیک با دوره‌های دقیقاً ۲۳، ۲۸ و ۳۳ روزه است، معمولاً یک چرخه فیزیکی ۲۳ روزه، یک چرخه احساسی ۲۸ روزه، و یک چرخه فکری ۳۳ روزه است. این ایده توسط ویلهلم فلیس در اواخر قرن ۱۹ توسعه یافت و در اواخر دهه ۱۹۷۰ در ایالات متحده رایج شد. این پیشنهاد به‌طور مستقل آزمایش شده‌است و به‌طور مداوم هیچ اعتباری برای آن یافت نشده‌است.
بر اساس تئوری بیوریتم‌ها، زندگی یک فرد تحت تأثیر چرخه‌های بیولوژیکی موزون است که بر توانایی او در حوزه‌های مختلف مانند فعالیت‌های ذهنی، فیزیکی و عاطفی تأثیر می‌گذارد. این چرخه‌ها از بدو تولد شروع می‌شوند و در طول زندگی به صورت ثابت (به موج سینوسی) در نوسان هستند و با مدل‌سازی ریاضی آنها، پیشنهاد شده‌است که سطح توانایی فرد در هر یک از این حوزه‌ها روز به روز قابل پیش‌بینی باشد. این نظریه مبتنی بر این ایده است که عملکردهای شیمیایی بیوفیدبک و ترشح هورمونی در بدن می‌تواند در طول زمان یک رفتار سینوسی نشان دهد.

## محاسبه
تئوری‌های منتشر شده معادلات چرخه‌ها را به صورت زیر بیان می‌کنند:
- فیزیکی: {\displaystyle \sin(2\pi t/23)} ،
- عاطفی: {\displaystyle \sin(2\pi t/28)} ،
- پر فکر: {\displaystyle \sin(2\pi t/33)} ،